# The Crew (película de 1994)
The Crew (conocida en Portugal como Baía Negra) es una película de drama y suspenso de 1994, dirigida por Carl Colpaert, que a su vez la escribió junto a Lance Smith, musicalizada por Alex Wurman, en la fotografía estuvo Geza Sinkovics y los protagonistas son Viggo Mortensen, Donal Logue y Jeremy Sisto, entre otros. El filme fue realizado por Cineville y Odyssey Distributors, se estrenó el 1 de octubre de 1994.

## Sinopsis
De mala gana, Bill acepta pasar un fin de semana en la embarcación de su cuñado en las Bahamas. Él y su cónyuge no son los únicos invitados, y en vez de pasar unos días agradables, Bill vive algo que agita su realidad.